# Oroso
Oroso ist eine spanische Gemeinde in der Provinz A Coruña der Autonomen Gemeinschaft Galicien. Die Gemeinde hat 7.757 Einwohner (Stand: 2024). 

## Lage
Die Gemeinde gehört zur Comarca Ordes. Oroso grenzt im Norden an die Gemeinden Órdenes und Frades, im Süden an die Gemeinden El Pino und Santiago de Compostela, und im Westen an die Gemeinden Trazo und Tordoia. 

## Bevölkerungsentwicklung der Gemeinde
Quelle: INE-Archiv – grafische Aufarbeitung für Wikipedia

## Gemeindegliederung
Die Gemeinde Oroso ist in elf Parroquias gegliedert:
| Parroquias   | Patrozinium   | Einwohner 2024 | Fläche km² | Dichte Einw./km² | Höhe msnm | Ortskennzahl |
| ------------ | ------------- | -------------- | ---------- | ---------------- | --------- | ------------ |
| Os Ánxeles   | San Mamede    | 113            | 6,93       | 16               | 266       | 15060010000  |
| Calvente     | San Xoán      | 70             | 3,49       | 20               | 295       | 15060020000  |
| Cardama      | Santa María   | 119            | 6,17       | 19               | 266       | 15060030000  |
| Deixebre     | Santa María   | 325            | 5,75       | 57               | 288       | 15060040000  |
| A Gándara    | San Miguel    | 974            | 3,77       | 258              | 243       | 15060050000  |
| Marzoa       | San Martiño   | 176            | 7,00       | 25               | 310       | 15060060000  |
| Oroso        | San Martiño   | 4.828          | 12,17      | 397              | 261       | 15060070000  |
| Pasarelos    | San Román     | 36             | 3,94       | 9                | 349       | 15060080000  |
| Senra        | Santa Eulalia | 254            | 9,59       | 26               | 323       | 15060090000  |
| Trasmonte    | Santo Estevo  | 464            | 7,00       | 66               | 240       | 15060100000  |
| Vilarromarís | San Tomé      | 263            | 6,75       | 39               | 312       | 15060110000  |

## Wirtschaft
| Ackerbau, Viehzucht und Fischerei                                                  | 0187  | 05,06  |
| Industrie                                                                          | 0477  | 012,90 |
| Bauwirtschaft                                                                      | 0311  | 08,41  |
| Dienstleistungsbetriebe                                                            | 2.722 | 073,63 |
| Total                                                                              | 3.697 | 100,00 |
| * Daten aus dem Statistischen Amt für Wirtschaftliche Entwicklung in Galicien, IGE |       |        |